# Dragana Cvijić
Dragana Cvijić (szerbül Драгана Цвијић, Belgrád, 1990. március 15.) szerb válogatott kézilabdázó, a magyar Ferencvárosi TC játékosa.

## Pályafutása

### Klubcsapatokban
2009-ig játszott hazájában az RK Crvena zvezda csapatában, azóta légióskodik. Két szezont eltöltött Szlovéniában, ezalatt az RK Krim Ljubljanával kétszer megnyerte a szlovén bajnokságot, és a szlovén-kupát, illetve bemutatkozhatott a bajnokok ligájában. Egy térdsérülés miatt azonban a második szezonjában néhány hónapot ki kellett hagynia.
A montenegrói ŽRK Budućnost Podgorica 2011-ben igazolta le, amellyel azóta minden évben montenegrói bajnok és kupagyőztes lett. Rögtön első szezonjában a bajnokok ligáját is megnyerte, végén azonban újra megsérült a térde, amely miatt hét hónapot kényszerült kihagyni. 2015-ben volt a Bajnokok ligájában a legeredményesebb, 52 góllal segítette hozzá csapatát az újabb BL-cím megnyeréséhez. 2018-ban macedón bajnok lett a ŽRK Vardar játékosaként, majd utána 3 szezont a román CSM Bucureștinél töltött. 2021-ben visszatért korábbi klubjába az RK Krimbe, de már azév decemberében átigazolt a CSZKA Moszkva csapatába. 2022 januárjában a Ferencváros hivatalos honlapján jelentette be, hogy a következő szezontól Cvijić a csapatnál folytatja pályafutását.

### A válogatottban
A szerb válogatottal már a 18 évesen a 2008-as Európa-bajnokságon részt vett. Legsikeresebb világeseménye a 2013-as Szerbiában rendezett világbajnokság volt, ahol ezüstérmet szerzett csapatával, és az All-Star csapatba is beválasztották.

## Sikerei, díjai
- Bajnokok Ligája-győztes: 2012, 2015
- A szlovén bajnokság győztese: 2010, 2011
- Szlovén Kupa-győztes: 2010, 2011
- A montenegrói bajnokság győztese: 2012, 2013, 2014, 2015, 2016, 2017
- Montenegrói Kupa-győztes: 2012, 2013, 2014, 2015, 2016, 2017
- Magyar bajnok: 2024
- Magyar kupagyőztes: 2023,[5] 2024, 2025
- Világbajnoki ezüstérmes: 2013
- A világbajnokság legjobb beállósa: 2013
- A Bajnokok Ligája-idény legjobb beállósa: 2018